# Miss de Vère
Miss de Vère byl francouzský němý film z roku 1896. Režisérem byl Georges Méliès (1861–1938). Film je považován za ztracený. Z tohoto důvodu není zápletka filmu známa. Je známo, že Elise byla spolu s Clementinou de Vère dcerou Angličana, který byl pod pseudonymem Charles de Vère profesionálním kouzelníkem a později vlastníkem obchodu v Paříži, kde prodával doplňky pro kouzelnické triky, elektrická zařízení a filmy.